# برنارد هایش
برنارد هایش (آلمانی: Bernard Haisch) اخترفیزیکشناس آمریکایی زاده آلمان است.